# Henry Hill
Henry Hill (Nova Iorque, 11 de junho de 1943 – Los Angeles, 12 de junho de 2012) foi um mafioso americano de origem italiana e irlandesa, filiado a Família Lucchese, uma das cinco famílias mafiosas de Nova Iorque, que denunciou seus colegas mafiosos e integrou o Sistema de Proteção a Testemunhas do FBI.
Henry Hill ficou conhecido por ser o personagem principal do livro Wiseguy (obra de 1986 do escritor ítalo-estadunidense Nicholas Pileggi) e do filme de 1990, Goodfellas, dirigido por Martin Scorsese e tendo Ray Liotta no papel de Hill.

## Biografia
Hill cresceu em uma das tantas famílias pobres, do bairro do Brooklyn, em Nova Iorque. Seu pai, Henry Hill Sr. era um irlandês-americano que trabalhava como eletricista, e sua mãe, Sra Carmella Costa Hill, era uma dona de casa italiana, cuja família veio da ilha da Sicília. Henry e seus sete irmãos moravam em uma casa pequena. Desde jovem ele admirava os mafiosos locais. Começou a trabalhar para Paul Vario, um homem feito que pertencia à família Lucchese, enviando recados e engraxando sapatos de clientes no restaurante de Vario.
A primeira prisão de Hill aconteceu quando ele tentou usar um cartão de crédito roubado para comprar pneus em um posto de gasolina Texaco. Se recusando a denunciar seus amigos, ele ganhou um grande respeito na família Lucchese, principalmente junto a Jimmy Burke que viu um grande potencial no garoto. Hill logo abandonou a escola para dedicar todo seu tempo a trabalhar para os gangsters. Burke, como Hill, foi incapaz de se tornar um membro da Máfia por causa de sua ascendência irlandesa, mas a Máfia estava feliz por ter associados de qualquer origem étnica, enquanto eles fizessem dinheiro e não cooperassem com as autoridades.
Em 1963, Hill começa sua fase mais notória na vida do crime. Juntamente com Burke e Tommy DeSimone, começou a roubar caminhões e desviar mercadorias, além de vendas de cigarros sem pagar impostos e roubo de cargas no aeroporto de Nova Iorque.
Em 1965, conheceu sua esposa, Karen Friedman. Em Goodfellas ele a conhece através de Tommy DeSimone (chamado Tommy DeVito no filme) em um encontro duplo. Mas na verdade foi o filho mais velho de Paul Vario, amigo de infância de Hill, que o convidou a um encontro com duas garotas.
Na década de 1970, Hill começou a lidar com drogas (algo estritamente proibido pela Máfia), traficando maconha, cocaína, heroína e methaqualone. Apesar de fazer muito dinheiro assim, Hill começou a sofrer, física e psicologicamente. Naquele momento, Jimmy Burke estava matando todos os envolvidos no roubo da Lufthansa. Henry também estava ficando viciado nas drogas que traficava e seu comportamento foi ficando mais errático. Em abril de 1980, ele foi preso pela polícia americana por tráfico de drogas e podia ficar décadas na cadeia se condenado. Naquela altura, Hill presumiu que a Máfia queria mata-lo (Vario, quando descobriu o lance das drogas, e Jimmy, que não queria que Hill dedurasse ele no caso da Lufthansa). Assim, Henry Hill procurou o FBI (a polícia federal dos Estados Unidos) e denunciou seus ex colegas e todos os esquemas da máfia que ele tinha conhecimento. Estima-se que mais de 50 condenações foram feitas através dos testemunhos de Henry Hill.
Hill foi então enviado para o programa de proteção a testemunhas e recebeu uma nova identidade e foi morar em Nebraska. Ele passou por períodos difíceis, mantendo seu vício em drogas e se tornando um alcoólatra. Ele foi eventualmente expulso do programa de proteção. Hill foi preso novamente em 2001 por posse de drogas e depois tentou mudar de vida, mas continuou viciado em álcool. Nesse meio tempo ele se divorciou de sua esposa. Tentou fazer vários negócios, falhando em vários deles. Para fazer dinheiro, dava entrevistas e assistência a escritores de livros e participou de documentários e até filmes (mais notoriamente o Goodfellas), sempre relembrando seus dias na máfia.
Henry Hill faleceu em 12 de junho de 2012, na cidade de Los Angeles, aos 69 anos de idade.